# Alysicarpus

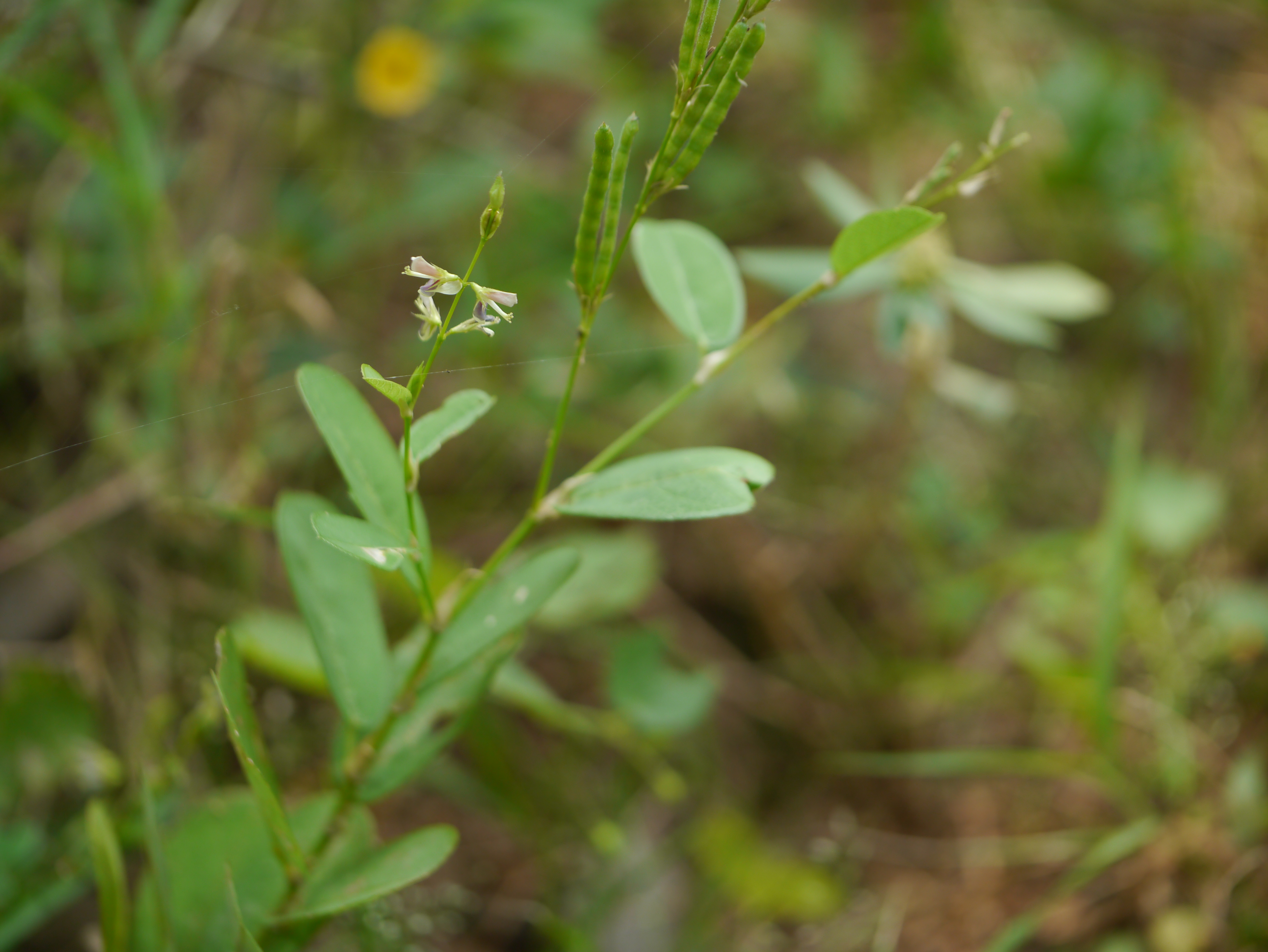
Alysicarpus monilifer

Alysicarpus – rodzaj roślin z rodziny bobowatych (Fabaceae). Obejmuje 37 gatunków. Rośliny te występują w strefie międzyzwrotnikowej Afryki, Azji i Australii, sięgając też po południowe krańce Afryki. Introdukowane gatunki z tego rodzaju występują także w tropikach i subtropikach kontynentów amerykańskich. Centrum największego zróżnicowania stanowią Indie, gdzie występuje 15 endemitów z tego rodzaju, poza tym w sumie w Azji rośnie ok. 20 gatunków, w Afryce ok. 10, a w Australii 8 (w tym dwa endemity).
Rośliny te występują głównie w formacjach trawiastych i tropikalnych lasach suchych oraz w zadrzewionych sawannach, często na glebach piaszczystych okresowo mokrych, poza tym też na siedliskach ruderalnych.
Różne gatunki wykorzystywane są jako rośliny pastewne (szczególnie ceniony ze względu na walory odżywcze i w efekcie rozpowszechniony gatunek to Alysicarpus vaginalis), lecznicze oraz jako pożywienie głodowe.

## Morfologia

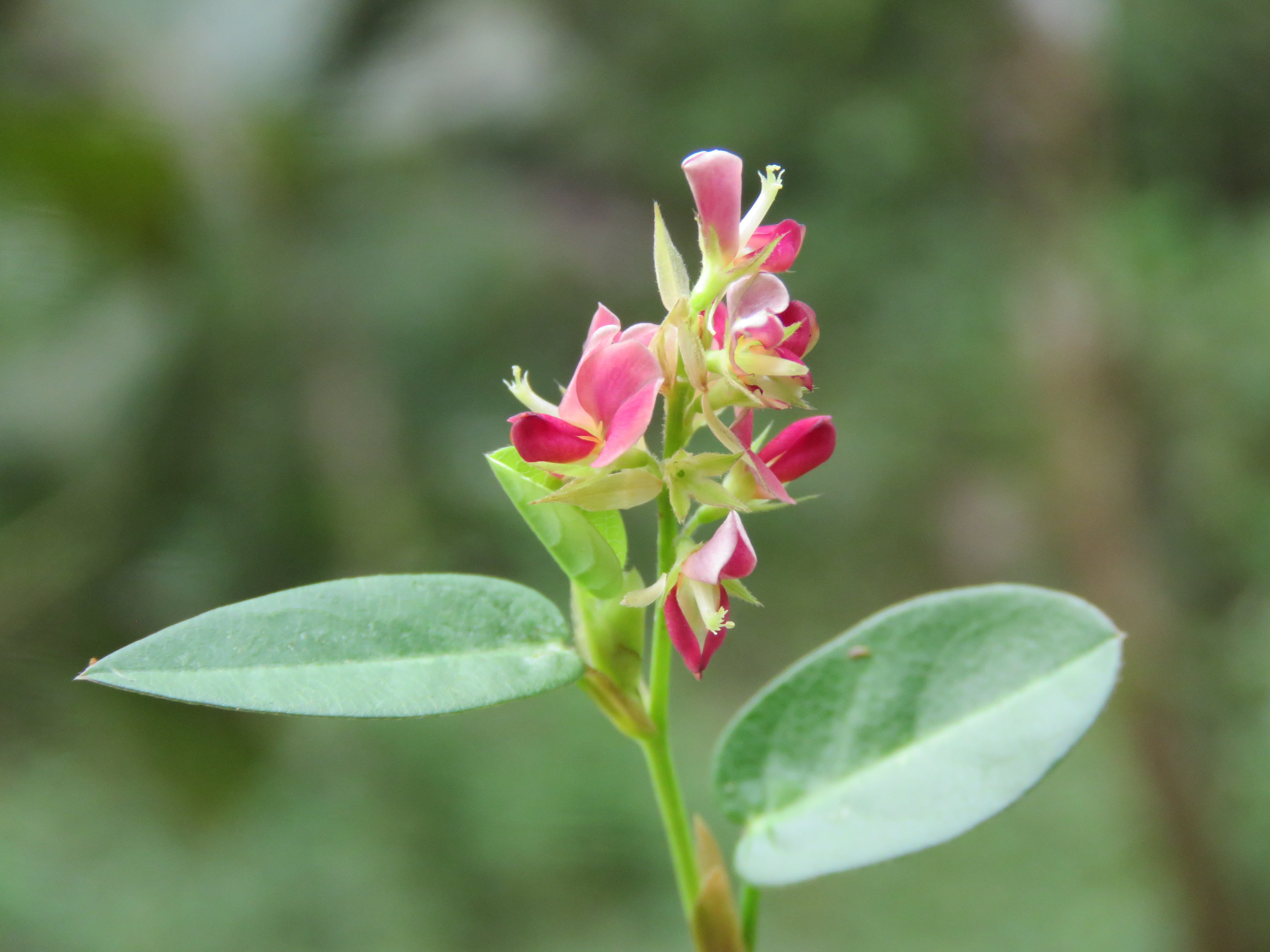
Alysicarpus vaginalis

PokrójWieloletnie rośliny zielne o łodygach prosto wzniesionych pojedynczych lub mniej lub bardziej rozgałęzionych.
LiścieJednolistkowe lub rzadziej pierzasto trójlistkowe, z przylistkami łuskowatymi lub skórzastymi, wolnymi lub zrośniętymi.
KwiatyDrobne (zwykle do 5 mm długości), zebrane w grona wsparte łuskowatymi i odpadającymi podsadkami. Kielich z 4 suchymi i sztywnymi ząbkami podobnej wielkości. Kwiaty motylkowe, z koroną często schowaną w kielichu, z szerokim, często okrągłym żagielkiem, z łódeczką tępą na szczycie, przylegającą do skrzydełek. Pręcików jest 10, z czego jeden wolny, pozostałe zrastające się. Słupek pojedynczy, z jednego owocolistka, z siedzącą zalążnią zawierającą liczne zalążki.
OwoceWielonasienne, walcowate i przewęziste strąki.

## Systematyka
Pozycja systematyczna
Jeden z rodzajów podplemienia Desmodiinae, plemienia Desmodieae i podrodziny bobowatych właściwych Faboideae z rodziny bobowatych Fabaceae.
Wykaz gatunków
- Alysicarpus aurantiacus Pedley
- Alysicarpus bhuibavadensis Dalavi, Bramhad., Pokle & S.R.Yadav
- Alysicarpus brownii Schindl.
- Alysicarpus bupleurifolius (L.) DC.
- Alysicarpus ferrugineus Hochst. & Steud. ex A.Rich.
- Alysicarpus gamblei Schindl.
- Alysicarpus gautalensis Gholami & A.K.Pandey
- Alysicarpus glumaceus (Vahl) DC.
- Alysicarpus hamosus Edgew.
- Alysicarpus hendersonii Schindl.
- Alysicarpus heterophyllus (Baker) Jafri & Ali
- Alysicarpus heyneanus Wight & Arn.
- Alysicarpus longifolius (Rottler ex Spreng.) Wight & Arn.
- Alysicarpus luteovexillatus Naik & Pokle
- Alysicarpus major Pedley
- Alysicarpus misquittae S.M.Almeida & M.R.Almeida
- Alysicarpus monilifer (L.) DC.
- Alysicarpus muelleri Schindl.
- Alysicarpus naikianus Pokle
- Alysicarpus ovalifolius (Schumach.) J.Léonard
- Alysicarpus pokleanus Gholami & A.K.Pandey
- Alysicarpus prainii Schindl.
- Alysicarpus pubescens Y.W.Law
- Alysicarpus quartinianus A.Rich.
- Alysicarpus roxburghianus Thoth. & Pramanik
- Alysicarpus rugosus (Willd.) DC.
- Alysicarpus salim-alii S.M.Almeida & M.R.Almeida
- Alysicarpus sanjappae S.Chavan, Sardesai & Pokle
- Alysicarpus saplianus Pokle
- Alysicarpus scariosus (Rottler ex Spreng.) Graham
- Alysicarpus schomburgkii Schindl.
- Alysicarpus sedgwickii S.M.Almeida & M.R.Almeida
- Alysicarpus suffruticosus Pedley
- Alysicarpus tetragonolobus Edgew.
- Alysicarpus vaginalis (L.) DC.
- Alysicarpus yunnanensis Yen C.Yang & P.H.Huang
- Alysicarpus zeyheri Harv.